# Hardware-Sicherheitsmodul

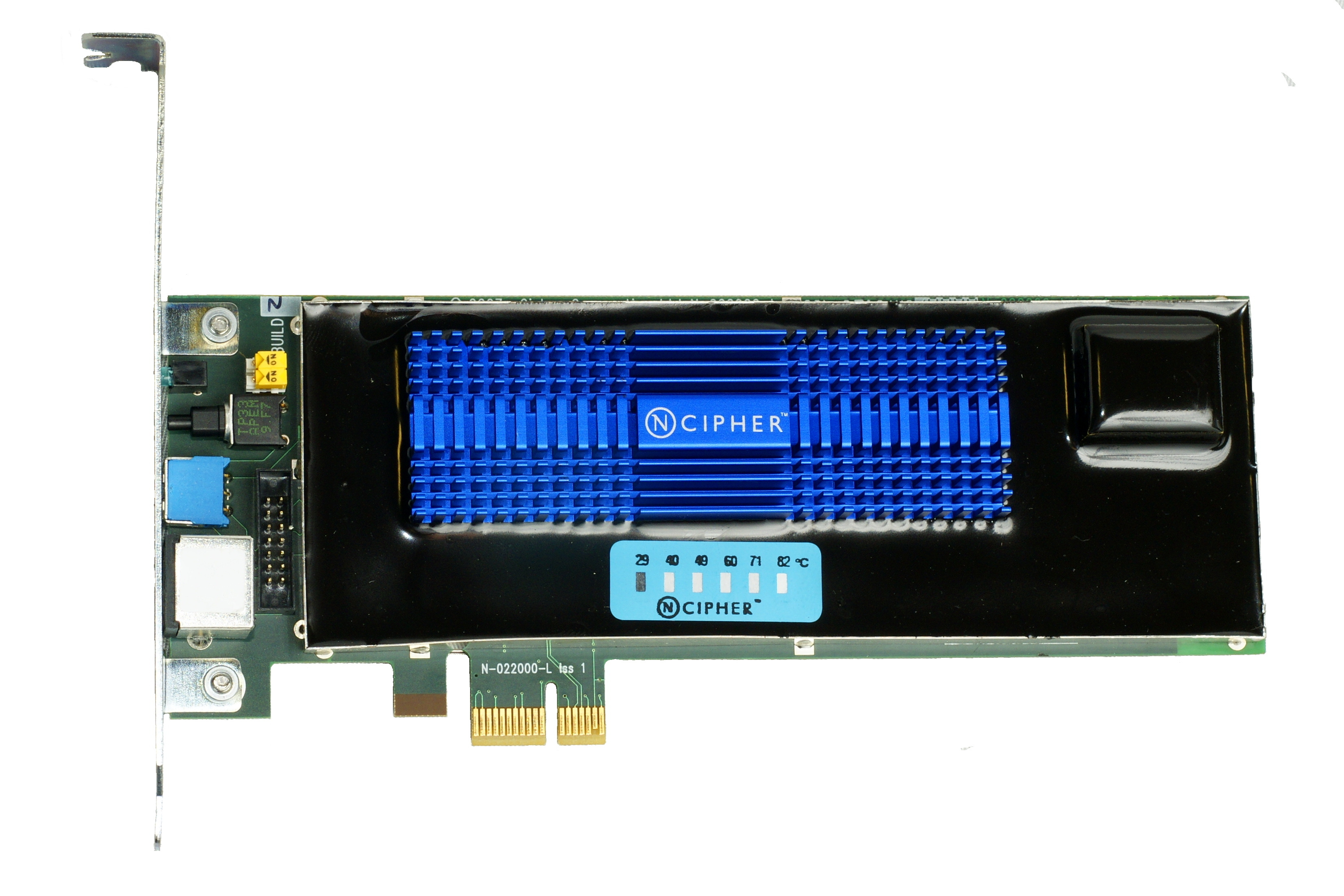
Ein nCipher nShield F3 Hardware Security Module in PCIe-Form

Der Begriff Hardware-Sicherheitsmodul oder englisch Hardware Security Module (HSM) bezeichnet ein internes oder externes Peripheriegerät für die effiziente und sichere Ausführung kryptographischer Operationen oder Applikationen für sensible Daten. Dies ermöglicht zum Beispiel, die Vertrauenswürdigkeit und die Integrität von Daten und den damit verbundenen Informationen in geschäftskritischen IT-Systemen sicherzustellen. Um die Vertrauenswürdigkeit zu gewährleisten, kann es erforderlich sein, die zum Einsatz kommenden kryptographischen Schlüssel sowohl softwaretechnisch als auch gegen physische Angriffe oder Seitenkanalangriffe zu schützen.
Das erste HSM wurde im Jahr 1991 von Utimaco in Deutschland entwickelt und produziert mit der Einführung des „KryptoServer“.

## Funktionen

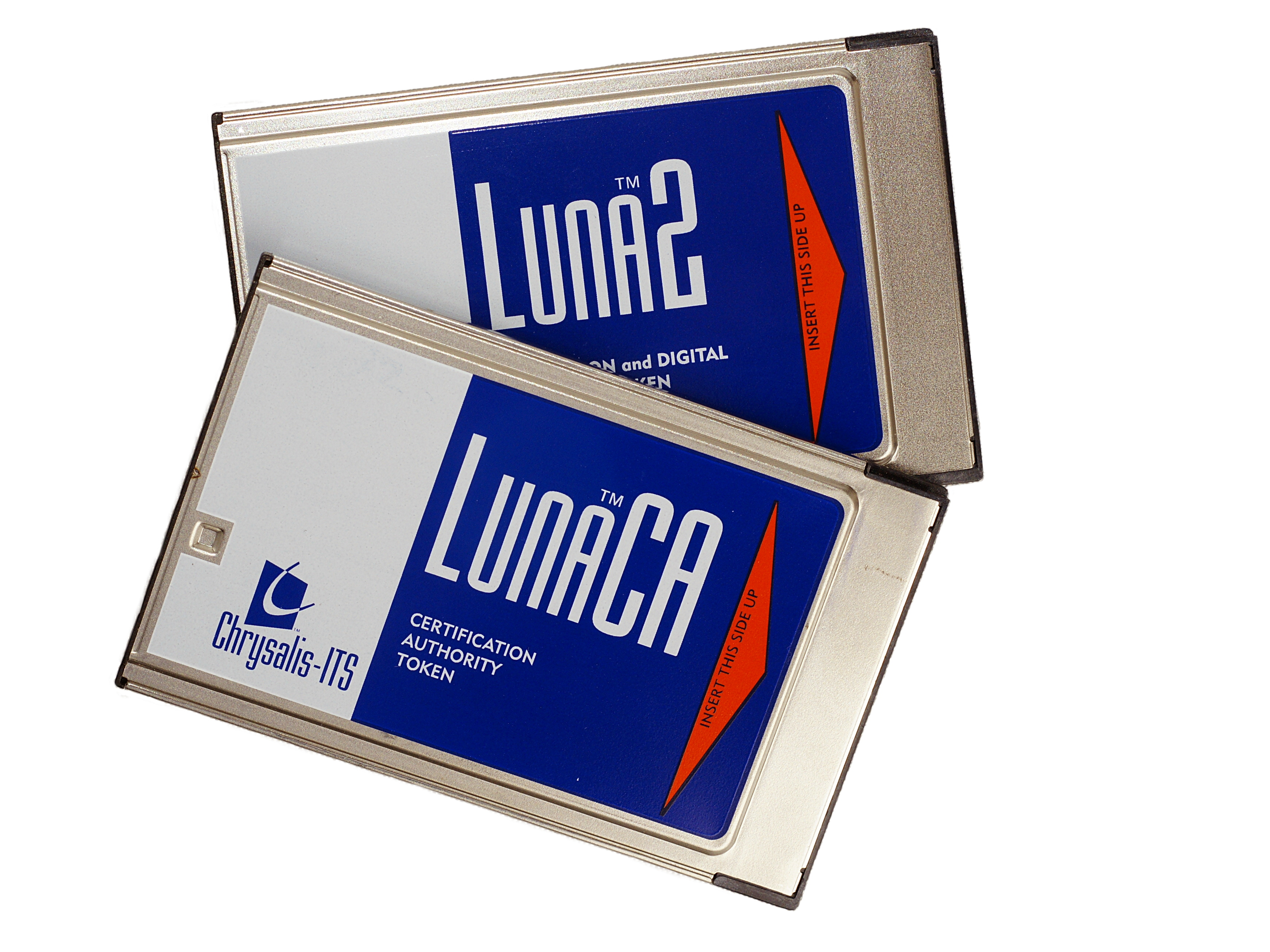
Ältere Luna HSMs im PCMCIA-Format

In einem HSM können verschiedene kryptographische Algorithmen implementiert sein:
- Asymmetrisches Kryptosysteme (Verschlüsselung und/oder Signatur), z. B. RSA, ECDSA, Diffie-Hellman-Schlüsselaustausch, Elliptic Curve Cryptography
- Symmetrische Ver- und Entschlüsselung: AES, DES, Triple-DES, IDEA
- Kryptographische Hashfunktionen: SHA-1, SHA-2 / SHA-256
- Erzeugung von Zufallszahlen, Schlüsseln und PINs (sowohl physisch, als auch deterministisch)

HSMs bieten meist umfangreiche Funktionen zum sicheren Management des Gerätes und der Schlüssel. Beispiele sind die Authentisierung der Operatoren und Administratoren durch Hardware-Token (z. B. Chipkarten oder Security-Token), Zugriffsschutz im Mehr-Augen-Prinzip (k aus n Personen erforderlich), verschlüsseltes Backup der Schlüssel und Konfigurationsdaten, sicheres Klonen des HSM.
Ein Merkmal vieler HSMs ist ihre Fähigkeit zur aktiven Abwehr von Angriffen, wodurch es als „tamper-responsive“ (d. h. auf Manipulationsversuche reagierend) von der BSI beschrieben wird. Einige der ersten Geräte dieser Art waren mit selbstzerstörerischer Technologie ausgestattet, um sicherzustellen, dass ihre Daten unter keinen Umständen kompromittiert werden.

## Module
Trusted Platform Module (TPM) speichert in erster Linie abgeleitete Schlüssel von IT-Systemen und Personen. Das Einsatzgebiet ist typischerweise die Sicherheit von sicherheitsrelevanten Informationen für kleinere IT-Systeme (z. B. PCs, Notebooks, Drucker, Netzwerkkomponenten, Autos und andere Dinge).
Software-HSM, wie die Implementierung SoftHSM2 bietet die Softwarefunktion eines HSMs, jedoch ohne den Schutz durch einen Hardware Crypto-Prozessor. Laut Definition ist ein Software-HSM kein echtes HSM, da die Schlüssel nicht vor physischen Angriffen oder (Offline-)Brute-Force-Angriffen geschützt sind. Obwohl die Schlüssel in einem Software-HSM durch eine PIN geschützt sind, können die Schlüssel dupliziert und kopiert werden.
USB oder PCIe Hardware Security Module (USB HSM, PCIe HSM) eignen sich für kryptographische Anwendungen eines PCs oder Servers und werden physisch an dem PC oder Server angeschlossen bzw. eingebaut. Diese Module haben in der Regel eine geringe kryptographische Performance und können wenige Schlüssel speichern.
Ein Netzwerk Hardware Security Modul (Netzwerk HSM) ist für besonders wertvolle sicherheitsrelevante Informationen (Master-Keys, Schlüssel von globaler Bedeutung etc.) und für hohe Performance-Anforderungen konzipiert. Die Einsatzgebiete sind typischerweise Sicherheitskomponenten für größere IT-Systeme, Secure Manufacturing oder im Hoch-Sicherheitsumfeld.

## Einsatzbereiche
Mögliche Einsatzgebiete eines HSM sind:
- Erstellung von Personalisierungsdaten für die Produktion von Debit- (z. B. Maestro-Card) und Kreditkarten (z. B. MasterCard, Visa, American Express, Diners) sowie Ausweisdokumenten mit Chiptechnologie (z. B. Identitätskarten, Führerausweise, Pässe)
- Security-Prozessor in Netzwerken der Zahlungsverkehrsdienstleister
- Sichere PIN-Brieferstellung
- Transaktionssicherung in Mautsystemen
- Zeitstempeldienste
- Signaturserver
- Archivierungssysteme
- Zertifizierungsstelle (im Rahmen einer PKI)
- E-Mail-Absicherung nach S/MIME-Standard oder PGP
- E-Tickets
- Schlüsselableitung für IoT und IIoT Geräte
- DNS-Absicherung bei der denic[6]
- Blockchain
- Krypto-Wallet
- Internet-der-Dinge

## Zertifizierung
In der Regel werden HSM nach Sicherheitsstandards zertifiziert, wie z. B. FIPS 140-1 und 140-2, DK (Die Deutsche Kreditwirtschaft) oder Common Criteria (CC). Speziell für HSMs, die von Zertifizierungsdiensteanbietern für die Erzeugung von digitalen Signaturen verwendet werden, wurde das CC Schutzprofil CWA 14167-2 entwickelt.
Bei der Zertifizierung ist zu beachten, ob das gesamte HSM durch eine Zertifizierung geprüft wurde, oder nur das Krypto-Modul bzw. der Krypto-Prozessor. Primär ist die Zertifizierung des Krypto-Moduls bzw. Krypto-Prozessors wichtig, da man bei vollzertifizierten HSMs keine Updates des HSM Betriebssystems installieren darf.